# Hertug af Clarence
Hertug af Clarence er engelsk (senere britisk) titel, der blev oprettet i 1362. Der har været fem hertuger af Clarence. Desuden er der blevet udnævnt to jarler af Clarence. 

## Huset Plantagenet
- 1362-1368: Lionel af Antwerpen, 1. hertug af Clarence, tredje søn (anden overlevende søn) af Edvard 3. af England og Filippa af Hainaut, far til Filippa af Clarence, 5. grevinde af Ulster.
  - Filippa af Clarence, 5. grevinde af Ulster, datter af Lionel af Antwerpen, tipoldemor til blandt andre Edvard 4. af England og Richard 3. af England og Georg Plantagenet, hertug af Clarence.

## Huset Lancaster
- 1412-1421: Thomas af Lancaster, hertug af Clarence, anden søn af Henrik 4. af England og Mary de Bohun, bror til Henrik 5. af England og til dronning Philippa af Danmark, Norge og Sverige, der var gift med Erik af Pommern.

## Huset York
- 1461-1478: Georg Plantagenet, hertug af Clarence, søn af Richard Plantagenet, hertug af York og Cecily Neville, hertuginde af York, bror til Edvard 4. af England og Richard 3. af England, tiptipoldesøn af Lionel af Antwerpen, 1. hertug af Clarence.

## Huset Hannover

### Hertug af Clarence og St. Andrews
- 1789-1830: William Henry, hertug af Clarence og St. Andrews, var konge i 1830-1837 under navnet Vilhelm 4. af Storbritannien, tredje søn af Georg 3. af Storbritannien og bror til Georg 4. af Storbritannien, farbror til Victoria af Storbritannien.

## Huset Sachsen-Coburg og Gotha

### Jarler af Clarence
- 1881-1884: Prins Leopold, hertug af Albany og jarl af Clarence, fjerde søn af dronning Victoria af Storbritannien og Prins Albert af Sachsen-Coburg og Gotha.
- 1884-1919: Karl Edvard (morfar til Carl 16. Gustav af Sverige) var regerende hertug af Sachsen-Coburg og Gotha fra 1900 til 1918, han deltog i 1. verdenskrig på tysk side, derfor blev han frataget titlerne Hertug af Albany og Jarl af Clarence i 1919, han døde i 1956.

#### Arvinge til titlerne Hertug af Albany og Jarl af Clarence
- - 1956-1972: Johann Leopold Prinz von Sachsen-Coburg und Gotha (1906-1972), kronprins til Sachsen-Coburg og Gotha, gift i 1932 med Feodora Freiin von der Horst (1905-1991).
  - 1972-1996: Ernst Leopold Prinz von Sachsen-Coburg und Gotha (1936-1996), da hans mor var født som baronesse, havde han ikke arveret til Sachsen-Coburg og Gotha.
  - 1996-nu: Hubertus Prinz von Sachsen-Coburg und Gotha (født 1961), da hans bedstemor var født som baronesse, har han ikke arveret til Sachsen-Coburg og Gotha. 
    - Sebastian Prinz von Sachsen-Coburg und Gotha (født 1994).

### Hertug af Clarence og Avondale
- 1890-1892: Prins Albert Victor af Storbritannien, hertug af Clarence og Avondale, ældste søn af prinsen af Wales (senere Edvard 7. af Storbritannien) og prinsessen af Wales (Alexandra af Danmark), dronning Victoria af Storbritanniens ældste sønnesøn, var blevet konge, hvis han havde overlevet sin far og sin farmor.